# Campo de San Francisco (Salamanca)
El Campo de San Francisco es el parque más antiguo de la ciudad de Salamanca. Ubicado en el centro de la ciudad, entre el Paseo de Carmelitas y la calle Ramón y Cajal, es uno de los pulmones verdes de Salamanca.

## Historia
El Campo de San Francisco se levanta sobre lo que fue la huerta del antiguo convento de San Francisco El Grande, actualmente desaparecido. 
Durante el siglo XVII, se proyectó que el terreno que hoy ocupa el Campo de San Francisco, fuera destinado a la construcción de dos cuarteles militares que no llegaron a levantarse debido a la Guerra de Sucesión. Ya a principios del siglo XIX, el gobernador político y militar de Salamanca, D. Isidro López ordenó plantar en esta zona más de 600 álamos y construir una fuente, creando así el Campo de San Francisco.

## Puntos de interés
- Biblioteca Popular: se conserva una pequeña edificación neoplateresca que alojaba los libros de préstamo.

- Escultura de San Francisco de Asís: obra de Venancio Blanco se inauguró el 4 de octubre de 1976

- Humilladero: el actual humilladero, frente a la Capilla de la Vera Cruz, rememora al original. Cada Viernes Santo continúa siendo el escenario del Acto del Descendimiento instaurado en 1615.